# Srŏk Ou Chum
Srŏk Ou Chum är ett distrikt i Kambodja.   Det ligger i provinsen Ratanakiri, i den östra delen av landet, 300 km nordost om huvudstaden Phnom Penh. Antalet invånare är 11 863. Arean är 10 782 kvadratkilometer.
Terrängen i Srŏk Ou Chum är varierad.